# Enno Bommel
Enno Bommel (* 16. April 1962 in Duisburg) ist ein deutscher Jurist und ehemaliger Richter am Bundesgerichtshof.

## Leben
Enno Bommel wurde 1991 von der Universität Bielefeld mit einer Dissertation über die Verwirkung zum Doktor der Rechte promoviert. Nach dem Zweiten juristischen Staatsexamen trat er 1991 zunächst in den Justizdienst des Landes Niedersachsen ein und wechselte dann in den Dienst des Landes Sachsen-Anhalt. Nach Verwendungen beim Kreisgericht Osterburg und dem Landgericht Stendal war er an das Oberlandesgericht Naumburg abgeordnet und dann beim Landgericht Magdeburg tätig. Von dort wurde er 1994 bis 1997 als wissenschaftlicher Mitarbeiter an den Bundesgerichtshof abgeordnet und war dort dem insbesondere für das Gesellschaftsrecht zuständigen II. Zivilsenat zugewiesen. Von 1998 bis 1999 war er wieder als Richter und seit 1999 bis 2017 als Vorsitzender Richter am Landgericht Magdeburg tätig. Danach war er Direktor des Amtsgerichts Halberstadt.
Er wurde am 2. Juli 2020 zum Richter am Bundesgerichtshof gewählt und am 1. Dezember 2020 ernannt. Das Präsidium des Bundesgerichtshofes hat ihn dem insbesondere für das Erb- und Versicherungsvertragsrecht zuständigen IV. Zivilsenat zugewiesen. Bommel trat am 30. April 2025 in den Ruhestand.

## Veröffentlichungen
- Enno Bommel: Die Entstehung der Verwirkungslehre in der Krise des Positivismus. Lang, Frankfurt am Main 1992, ISBN 978-3-631-44572-3. (Dissertation, Bielefeld, 1991)
- Guido Wißmann, Markus Märtens, Enno Bommel: Umwandlungen in den neuen Bundesländern nach der Rechtsprechung des BGH. O. Schmidt, Köln 2001, ISBN 978-3-504-62704-1.